# Alfred Rohmeis
Alfred Rohmeis (né le 21 novembre 1932 à Groß-Karben, arrondissement de Friedberg-en-Hesse et mort le 28 novembre 2000 à Willich) est un homme politique allemand du SPD.

## Biographie
Rohmeis étudie d'abord à l'école primaire, puis à l'Oberrealgymnasium. Il étudie à une école technique ferroviaire et suit une formation de jeune assistant, responsable des opérations, du trafic et de l'administration, à la Deutsche Bundesbahn. Plus tard, il est un employé de l'Union des cheminots en Allemagne. De 1957 à 1963, il est conseiller en éducation des jeunes à Francfort-sur-le-Main. En outre, il est également le directeur d'État et le directeur pédagogique de ce centre de formation.

## Politique
Rohmeis est membre du SPD depuis 1961. Jusqu'en 1963, il est président de l'association locale SPD à Okarben, Hesse, et de 1964 à 1970, il est président de l'association locale SPD Schiefbahn. Il est également de 1964 à 1970 membre du conseil local de Schiefbahn, où il est président du groupe parlementaire et premier adjoint au maire. De 1970 à 1975, il est le représentant des citoyens à Kempen près de Krefeld. En outre, Rohmeis est membre du conseil municipal de Willich de 1970 à 1985, où il est également premier adjoint au maire de 1970 à 1975.
Rohmeis devient membre du Landtag de Rhénanie-du-Nord-Westphalie le 28 janvier 1985, dans lequel il est jusqu'à la fin de la neuvième législature, le 29 mai 1985.

## Honneurs
Rohmeis est décoré de l'Ordre du Mérite de Rhénanie-du-Nord-Westphalie le 4 juin 1993. 